# Tillandsia venusta
Tillandsia venusta är en gräsväxtart som beskrevs av Carl Christian Mez och Karl Carl Wercklé. Tillandsia venusta ingår i släktet Tillandsia och familjen Bromeliaceae. Inga underarter finns listade i Catalogue of Life.